# Myanmarese voetbalbond

Afbeelding van het hoofdkantoor van MFF in Yangon.

De Myanmarese voetbalbond of Myanmar Football Federation (MFF) is de voetbalbond van Myanmar. 
De voetbalbond werd opgericht in 1947 en is sinds 1954 lid van de Aziatisch voetbalbond (AFC) en sinds 1996 lid van de Zuidoost-Aziatische voetbalbond (AFF). In 1948 werd de bond lid van de FIFA. Het hoofdkantoor staat in Yangon. De voetbalbond is onder andere verantwoordelijk voor het Myanmarees voetbalelftal en de Myanmar National League, de nationale voetbalcompetitie.

## Presidenten
| Naam                   | Periode   |
| ---------------------- | --------- |
| U Ba Shwe              | 1962–64   |
| Colonel Win            | 1964–65   |
| Lt-Col Kyaw Sein Tun   | 1965–74   |
| U Hla Maung            | 1974–77   |
| Colonel Khin Mg Gyi    | 1976–77   |
| Lt-Col Hla Htwe        | 1977–78   |
| U Myo Myint            | 1978–79   |
| U Tun Nyein            | 1979–80   |
| Colonel Kyaw Sein Tun  | 1980–84   |
| U Hla Maung            | 1984–85   |
| U Phone Myint          | 1985–86   |
| U Tun Lwin             | 1986–87   |
| Colonel Aung Din       | 1987–89   |
| Colonel Saw Shwe       | 1989–94   |
| Lt-Col Myint Tun       | 1994      |
| Colonel Hla Myint Kyaw | 1995–97   |
| Colonel Thaung Hteik   | 1997–2004 |
| U Win Aung             | 2004–2005 |
| U Zaw Zaw              | 2005–     |